# Marie Kleinert
Marie Kleinert (* 9. Februar 1980 in Kiel) ist eine deutsche Politikerin (Die Linke) und seit 2025 Mitglied der Hamburgischen Bürgerschaft.

## Leben
Kleinert wurde am 9. Februar 1980 in Kiel geboren und absolvierte eine Ausbildung zur Kauffrau im Groß- und Außenhandel in einer Filmproduktion. Im Anschluss durchlief sie eine Ausbildung zur Wirtschaftsassistentin. Später absolvierte sie ein Studium in Multimedia Production, das sie mit dem Bachelor of Arts abschloss. Seither arbeitet sie freiberuflich als Tanzlehrerin und Eventmanagerin sowie als Filmproduktionsassistentin.
Kleinert engagiert sich seit 2018 in der Partei Die Linke. Von 2022 bis 2024 war sie Vorstand des Ortsverbandes Altona und im Anschluss stellvertretende Bezirkssprecherin desselben Ortsverbandes. Seit 2024 ist sie als ehrenamtliche Richterin am Amtsgericht Altona im Erwachsenenstrafrecht tätig.
Bei der Bürgerschaftswahl 2025 zog Kleinert über den Listenplatz 9 des Wahlkreises 4 Altona-West in die Hamburgische Bürgerschaft ein. Seit ihrem Einzug in die Hamburgische Bürgerschaft ist sie Mitglied im Ausschuss für Umwelt, Klima und Energie, im Europaausschuss sowie im Kultur- und Medienausschuss und stellvertretendes Mitglied im Ausschuss für Digitalisierung und Datenschutz und im Sportausschuss.
Kleinert ist ledig und kinderlos.